# Андердог (футбольный клуб)
«Андердог» — белорусский футбольный клуб из посёлка Чисть Молодечненского района Минской области, основанный в 1998 году. Выступает на стадионе «Школьный».

## История
Клуб был основан в 1998 году в Молодечно и заявился во Вторую лигу, как фарм-клуб «Молодечно». Однако по ходу сезона 1998 команда переехала в посёлок Чисть. «Забудова» выступала во Второй лиге до 2003 года, после чего перешла в чемпионат Минской области. В начале 2016 года «Забудова-Строй» заявилась для участия во Вторую лигу. В сезоне 2017 года уже «Чисть» заняла 2-е место и обеспечила себе выход в Первую лигу.В 2018 году команда заняла 15 место и покинула Первую лигу. В 2019 году главным спонсором стала компания Moscow Tesla Club, у клуба поменялся логотип.

## Названия клуба
- 1998 — «Забудова» Молодечно
- 1998—2003 — «Забудова» Чисть
- 2004—2005 — «Коммунальник»
- 2006 — «Забудова» Чисть
- 2007—2014 — «Забудова-2007»
- 2015—2016 — «Забудова-Строй»
- 2017—2019 — «Чисть»
- с 2019 — «Андердог»

### Основной состав на сезон-2019
| №             | Игрок                 | Страна        | Дата рождения             | Бывший клуб     | В ком. с: |
| Вратари       | Вратари               | Вратари       | Вратари                   | Вратари         | Вратари   |
| ------------- | --------------------- | ------------- | ------------------------- | --------------- | --------- |
| 1             | Родион Субоч          | Флаг Беларуси | 20 мая 2000 (24 года)     | Молодечно       | 2019      |
| 16            | Антон Голговский      | Флаг Беларуси | 19 июня 1996 (28 лет)     | Сморгонь        | 2019      |
| Защитники     |                       |               |                           |                 |           |
| 19            | Роман Гаев            | Флаг Беларуси | 20 января 1989 (36 лет)   | Торпедо (Минск) | 2019      |
| 23            | Владислав Гайдукевич  | Флаг Беларуси | 14 июня 1995 (29 лет)     | БАТЭ            | 2016      |
| 30            | Олег Чепа             | Флаг Беларуси | 14 апреля 1997 (27 лет)   | Слоним          | 2018      |
| 33            | Евгений Морозов       | Флаг Беларуси | 17 октября 1995 (29 лет)  | Торпедо (Минск) | 2019      |
| 77            | Артём Гриб            | Флаг Беларуси | 22 февраля 1995 (30 лет)  | Молодечно       | 2019      |
| 90            | Сергей Дрозд          | Флаг Беларуси | 24 июня 1983 (41 год)     | Молодечно       | 2019      |
|               | Антон Новиков         | Флаг Беларуси | 26 апреля 1995 (29 лет)   | Энергетик-БГУ   | 2017      |
| Полузащитники |                       |               |                           |                 |           |
| 7             | Алексей Филипенко     | Флаг Беларуси | 26 мая 1998 (26 лет)      | Химик           | 2017      |
| 10            | Александр Кротов      | Флаг Беларуси | 19 апреля 1995 (29 лет)   | Рух             | 2019      |
| 11            | Алексей Белевич       | Флаг Беларуси | 26 января 1995 (30 лет)   | Нафтан          | 2018      |
| 13            | Никита Метлицкий      | Флаг Беларуси | 6 февраля 1995 (30 лет)   | Гранит          | 2017      |
| 17            | Евгений Белявский     | Флаг Беларуси | 13 апреля 1994 (30 лет)   | Химик           | 2018      |
| 18            | Владислав Федотов     | Флаг Беларуси | 8 февраля 1997 (28 лет)   | Молодечно       | 2019      |
| 20            | Иван Прохоренко       | Флаг Беларуси | 9 июля 1998 (26 лет)      | Днепр           | 2018      |
| 22            | Максим Чижевский      | Флаг Беларуси | 3 февраля 1998 (27 лет)   | Днепр           | 2019      |
|               | Алексей Кашевский     | Флаг Беларуси | 27 декабря 1994 (30 лет)  | Узда            | 2019      |
|               | Павел Богуш           | Флаг Беларуси | 24 января 1996 (29 лет)   | Гранит          | 2018      |
| Нападающие    |                       |               |                           |                 |           |
| 9             | Сергей Тарчило        | Флаг Беларуси | 16 ноября 1993 (31 год)   | Клецк           | 2019      |
| 91            | Александр Холодинский | Флаг Беларуси | 16 октября 1991 (33 года) | Ислочь          | 2019      |

## Достижения
- Вторая лига:
  -  2-е место (1): 2017
- Кубок Беларуси
- 1\8 финала (2000\01)

## Главные тренеры
- Денис Метлицкий (2007—2012)
- Николай Метлицкий (2013—2014)
- Денис Метлицкий (с 2015-н.в)